# Alissa J. Rubin
Alissa Johannsen Rubin é uma jornalista norte-americana.
Atualmente (dezembro de 2011), ela faz a cobertura do Oriente Médio para o The New York Times. Anteriormente ela havia sido correspondente para o The Los Angeles Times. É casada e vive em Paris.
Em agosto de 2007 Rubin foi nomeada vice-chefe de um escritório no departamento de Bagdá.